# Ruth Donnelly
Ruth Donnelly (17 de mayo de 1896 – 17 de noviembre de 1982) fue una actriz estadounidense que trabajó en películas y obras teatrales.

## Primeros años y familia
Nacida en Filadelfia, Pensilvania, Donnelly era hija de Harry Augustus y Bessie B. Donnelly.
Su tío, Frederick W. Donnelly, fue durante mucho tiempo, alcalde de Trenton, Nueva Jersey.
Según un artículo de The Day Book de 1915, Donnelly se vio obligada a abandonar el Convento del Sagrado Corazón en Nueva Jersey porque repetidamente se echaba a reír en momentos inapropiados.

## Carrera
Donnelly comenzó a trabajar en obras teatrales a los 17 años, haciendo su primera aparición en The Quaker Girl. La actriz Rose Stahl tomó a Donnelly bajó su protección y, después de darle entrenamiento y un año de experiencia en el coro, colocó a Donnelly, quién tenía 18 años, en la obra Maggie Pepper. Su debut en Broadway llamó la atención de George M. Cohan, quién procedió a contratarla para que interpretará papeles cómicos en musicales como Going Up (1917).

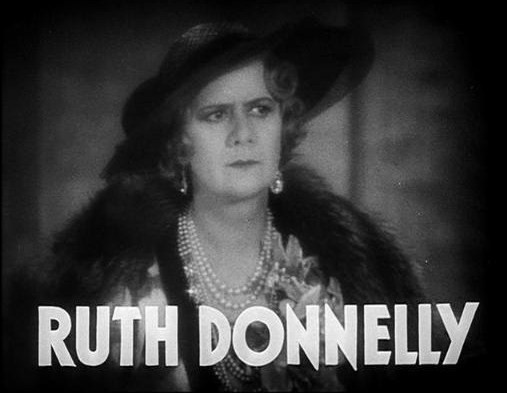
Donnelly en el tráiler de Footlight Parade (1933)

Aunque empezó a trabajar en la industria cinematográfica en 1914, su carrera en Hollywood comenzó en 1931 y duró hasta 1957. En sus películas interpretaba principalmente a la esposa de Guy Kibbee (Footlight Parade, Wonder Bar, Merry Wives of Reno, Mr. Smith Goes to Washington). Entre sus papeles incluyen su interpretación de la hermana Michael en la película The Bells of St. Mary's, protagonizada por Bing Crosby y Ingrid Bergman. Años después de su último papel cinematográfico, Donnelly regresó al teatro para trabajar como suplente de Patsy Kelly en la reposición de Broadway No No Nanette juntó con su antigua coprotagonista Ruby Keeler, y luego apareció en una producción de gira protagonizada por Don Ameche y Evelyn Keyes.

## Vida personal
Donnelly estuvo casada con el ejecutivo de ACDelco Basil Winter de Guichard, desde 1932 hasta su muerte en 1958.
Donnelly era demócrata y apoyó a Adlai Stevenson durante las elecciones presidenciales de Estados Unidos de 1952. Donnelly se adhirió al catolicismo romano.
Donnelly murió en el Hospital Roosevelt en Nueva York a los 86 años.

## Filmografía
| - The Man Who Lost, But Won (1914 cortometraje) como Rose Mason, la esposa del Ministro - The Skull (1914 cortometraje) - The Lady of the Island (1914 cortometraje) como La Doctora - When the Heart Calls (1914 cortometraje) - In All Things Moderation (1914 cortometraje) como Winnie Graham - la Hija más joven - The Tenth Commandment (1914 cortometraje) como la esposa del Doctor - Saved by a Song (1916 cortometraje) como Elsie - Rubber Heels (1927) como Fanny Pratt - Transatlantic (1931) como Burbank (escenas eliminadas) - The Spider (1931) como Mrs. Wimbledon - Wicked (1931) como Fanny - The Cheat (1931) como mujer en la corte que esta detrás de Elsa (Sin acreditar) - The Rainbow Trail (1932) como la Viuda Abigail - Make Me a Star (1932) como La condesa - Jewel Robbery (1932) como Berta, sirvienta de Teri (Sin acreditar) - Blessed Event (1932) como Miss Stevens - Employees' Entrance (1933) como Miss Hall - Hard to Handle (1933) como Lil Waters - Ladies They Talk About (1933) como Noonan - Lilly Turner (1933) como Edna Yokum - Private Detective 62 (1933) como Amy - Sing Sinner Sing (1933) como Margaret "Maggie" Flannigan - Goodbye Again (1933) como camarera del Hotel Richview - Bureau of Missing Persons (1933) como Pete - Footlight Parade (1933) como Mrs. Harriet Gould - Ever in My Heart (1933) como Lizzie, el ama de casa - 'Tis Spring (1933 cortometraje) - Female (1933) como Miss Frothingham - Havana Widows (1933) como Emily Jones - Convention City (1933) como Mrs. Ellerbe - Just Around the Corner (1933, cortometraje) como Mrs. Sears - Mandalay (1934) como Mrs. George Peters - Wonder Bar (1934) como Mrs. Simpson - Heat Lightning (1934) como Mrs. Ashton-Ashley - Merry Wives of Reno (1934) como Lois - Housewife (1934) como Dora - Romance in the Rain (1934) como Miss Sparks - Happiness Ahead (1934) como Anna - The White Cockatoo (1935) como Mrs. Byng - Maybe It's Love (1935) como Florrie Sands - Traveling Saleslady (1935) como Mrs. Twitchell - Alibi Ike (1935) como Bess - Red Salute (1935) como Mrs. Edith Rooney - Hands Across the Table (1935) como Laura - Personal Maid's Secret (1935) como Lizzie - Song and Dance Man (1936) como Patsy O'Madigan - Mr. Deeds Goes to Town (1936) como Mabel Dawson - Thirteen Hours by Air (1936) como Vi Johnson | - Fatal Lady (1936) como Melba York - Cain and Mabel (1936) como la Tía Mimi - More Than a Secretary (1936) como Helen Davis - Roaring Timber (1937) como la Tía Mary - Portia on Trial (1937) como Jane Wilkins - A Slight Case of Murder (1938) como Nora Marco - Army Girl (1938) como Leila Kennett - Meet the Girls (1938) como Daisy Watson - Personal Secretary (1938) como Grumpy - The Affairs of Annabel (1938) como Josephine (Jo) - Annabel Takes a Tour (1938) como Josephine (Jo) - The Family Next Door (1939) como Mrs. Pierce - Mr. Smith Goes to Washington (1939) como Mrs. Hopper - The Amazing Mr. Williams (1939) como Effie Perkins - My Little Chickadee (1940) como la Tía Lou - Scatterbrain (1940) como Miss Stevens - Meet the Missus (1940) como Lil Higgins - Petticoat Politics (1941) como Lil Higgins - The Round Up (1941) como Polly Hope - Model Wife (1941) como Mrs. Milo Everett - The Gay Vagabond (1941) como Kate Dixon - Sailors on Leave (1941) como la Tía Navy - You Belong to Me (1941) como Emma - Rise and Shine (1941) como Mame Bacon - Johnny Doughboy (1942) como Biggy Biggsworth - This Is the Army (1943) como Mrs. O'Brien - Sleepy Lagoon (1943) como Sarah Rogers - Thank Your Lucky Stars (1943) como la Doctora Hamilton - Pillow to Post (1945) como Mrs. Grace Wingate - The Bells of St. Mary's (1945) como la hermana Michael - Cinderella Jones (1946) como Cora Elliot - In Old Sacramento (1946) como Zebby Booker - Cross My Heart (1946) como Eve Harper - The Ghost Goes Wild (1947) como la Tía Susan Beecher - Millie's Daughter (1947) como Helen Reilly - Little Miss Broadway (1947) la Tía Minerva Van Dorn - The Fabulous Texan (1947) como Utopia Mills - Fighting Father Dunne (1948) como Kate Mulvey - The Snake Pit (1948) como Ruth - Down to the Sea in Ships (1949) como New Bedford Neighbor (escenas eliminadas) - Where the Sidewalk Ends (1950) como Martha - I'd Climb the Highest Mountain (1951) como Glory White - The Secret of Convict Lake (1951) como Mary Fancher - The Wild Blue Yonder (1951) como Maj. Ida Winton - The Spoilers (1955) como la Duquesa - A Lawless Street (1955) como Molly Higgins - Autumn Leaves (1956) como Liz Eckhart - The Way to the Gold (1957) como Mrs. Williams |